# اردوی نوقای
اردوی نوقای اتحادیه‌ای از ۱۸ قبیله ترک‌تبار و مغول بود که از حدود ۱۵۰۰ میلادی جلگه پنتی-خزری را اشغال کردند تا اینکه بعدها از سوی غرب توسط قالموق‌ها و از سوی جنوب در سده هفدهم توسط روس‌ها از منطقه رانده شدند. قبیله مغولی به نام منغیت هستهٔ اصلی اردوی نوقای را تشکیل می‌داد.
در سده سیزدهم رهبر اردوی زرین یعنی نوقای خان که از نسل جوچی و بنابراین از نوادگان مستقیم چنگیز خان بود لشکری از منقیت‌ها تشکیل داد که قبایل مختلف ترک نیز به آن پیوستند. یک سال پس از آن یکی از فرماندهان منقگغیت به نام ادیگو رهبری اردوی نوقای را به عهده گرفت.
مرکز این اردو در شهر سرای کوچک بود.